# Conus dispar
Conus dispar é uma espécie de gastrópode do gênero Conus, pertencente à família Conidae.